# Прапор Салехарда
Прапор Салехарда — прапор муніципального округу міста Салехард Ямало-Ненецького автономного округу Російської Федерації, пізнавально-правовий знак, що є офіційним символом муніципального округу.
Прапор затверджений 18 лютого 1998 року Постанова мера міста Салехарда від 18.02.1998 № 78 «Про герб міста Салехарда» і внесений в Державний геральдичний регістр реєстру Російської Федерації 230.

## Опис
18 лютого 1998 року, постановою мера міста Салехарда №78, було затверджено положення про герб міста Салехарда, яким, серед іншого, було «введено» новий для геральдики термін — використання герба Салехарда у вигляді прапора.

Герб використовується у вигляді прапора. При цьому на білому полотнищі (відповідному срібному полю гербового щита) розташовується чорна фігура лисиці, повернена головою до держака. Пропорції полотнища - 2 (ширина): 3 (довжина).
Герб, використовуваний як прапора, є символом міста Салехарда, його інститутів самоврядування, єдності громадян.

28 жовтня 2004 року, постановою Адміністрації муніципальної освіти місто Салехард №680, було затверджено Положення про офіційні символи міста Салехарда, з наступним описом прапора:

Прапор міста Салехарда є білим полотнищем (відповідним срібному полю гербового щита), в центрі якого розташовується чорна фігура лисиці, звернена головою до держака. Пропорції полотнища: 2 (ширина) та 3 (довжина).

## Символіка прапора
Прапор розроблений на основі герб Салехарда гербу муніципального утворення місто Салехард, який відтворює історичну символіку Обдорське князівство князівства Обдорського у складі Росії.
Геральдичний опис герба свідчить: «У сріблі чорна лисиця з червленими очима і язиком».